# Katy Steding
Kathryn Suzanne „Katy” Steding (ur. 11 grudnia 1967 w Portlandzie) – amerykańska koszykarka występująca na pozycjach niskiej skrzydłowej, reprezentantka kraju, mistrzyni olimpijska, po zakończeniu kariery zawodniczej trenerka koszykarska, obecnie asystentka trenera drużyny akademickiej Stanford Cardinal.
1 kwietnia 1990 w meczu przeciwko drużynie Auburn ustanowiła rekord turnieju NCAA i fazy NCAA Final Four w liczbie celnych (6) i oddanych (15) rzutów za 3 punkty, uzyskanych w jednym spotkaniu.
W 2002 wystąpiła w epizodycznej roli, w komedii Juwanna Mann.

## Osiągnięcia
Na podstawie, o ile nie zaznaczono inaczej.

### NCAA
- Mistrzyni:
  - NCAA (1990)
  - sezonu regularnego konferencji Pacific-10 (Pac–10 – 1989, 1990)
- Uczestniczka rozgrywek:
  - Elite 8 turnieju NCAA (1989, 1990)
  - Sweet 16 turnieju NCAA (1988–1990)
- Zaliczona do I składu:
  - NCAA Final Four (1990)
  - Pac–10 (1988–1990)
  - najlepszych pierwszorocznych zawodniczek Pac–10 (1987)

### Inne
- Zaliczona do galerii sław sportu:
  - Stanford Sports Hall of Fame (2002)
  - Oregon Sports Hall of Fame (2004)

### Reprezentacja
- Mistrzyni :
  - olimpijska (1996)[5][6]
  - Ameryki (1993)[7]
  - uniwersjady (1991)[8]
- Powołana na igrzyska panamerykańskie 1995, które zostały odwołane z powodu zbyt małej liczby uczestników[9]

### Trenerskie
Asystentka
- Mistrzostwo:
  - NCAA (2021)
  - sezonu regularnego konferencji Pac–12 (2013, 2021, 2022)
  - turnieju konferencji Pac–10 (2021, 2022)
- Trenerka roku konferencji Cascade Collegiate (CCC) (2006)
- NCAA Final Four (2013, 2021, 2022)